# Megascolecidae
Megascolecidae é uma grande família de minhocas, com distribuição na Austrália, Nova Zelândia, sudeste e leste da Ásia e na América do Norte. Os membros da família apresentam terminalia masculina de tipo megascolecina, ao contrário das famílias Acanthodrilidae, Octochaetidae e Exxidae, que apresentam terminalia masculina de tipo acantodrilina.
Membros do grupo Pheretima (e.g. Amynthas) apresentam uma distribuição alargada, em torno dos trópicos. Os géneros nativos da América do Norte Argilophilus, Driloleirus e Arctiostrotus, pertencem a esta família.
Primitive members of the family show a Gondwanan distribution and have been used as evidence of continental drift
Muitos dos géneros apresentam nefrídeos com uma disposição menos primitiva, com vários nefrídeos por segmento. Alguns taxa apresentam enteronefria, isto é, os nefrídeos vão dar ao trato digestivo.

## Géneros
lista incompleta
- Amynthas
- Anisochaeta
- Arctiostrotus
- Argilophilus
- Balanteodrilus
- Celeriella
- Dendropheretima
- Dichogaster
- Diplocardia
- Diplotrema Spencer, 1900
- Diporochaeta
- Driloleirus
- Isarogoscolex
- Megascolides
- Metaphire
- Pleionogaster
- Plutellus
- Spenceriella